# Ormonde Castle
Ormonde Castle (irisch Caisleán Urmhumhan) ist sowohl die Ruine einer Niederungsburg als auch ein Herrenhaus am Fluss Suir im Ostteil von Carrick-on-Suir im irischen County Tipperary. Der älteste Teil der heutigen Burgruine ist Einfriedungsmauer aus der Mitte des 15. Jahrhunderts, die an der Nordost- und der Nordwestecke mit Türmen versehen ist.

## Geschichte der Burg
Das ursprüngliche Ormonde Castle wurde vor 1315 errichtet und in eben diesem Jahr von der Familie Butler erworben. James Butler wurde später zum 1. Earl of Ormonde erhoben.

## Geschichte des Herrenhauses

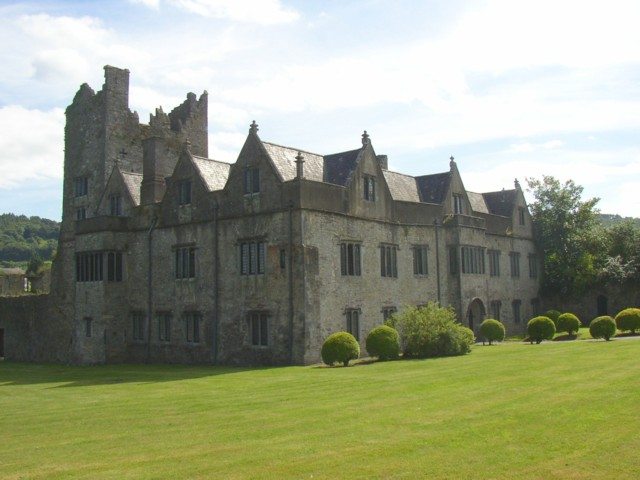
Herrenhaus Ormonde Castle

Irgendwann nach 1565 verbrachte Thomas Butler, 10. Earl of Ormonde, (manchmals auch als 3. Earl of Ormonde bezeichnet) viele Jahre auf Hofe seiner Base Elisabeth I., zu der er über Anne Boleyn verwandt war. Dort bekam er einen Eindruck von elisabethanischer Architektur und brachte diese Eindrücke nach Irland, wo er neben seiner Burg ein Herrenhaus in diesem Stil errichten ließ, das erste dieser Art in Irland.
Im 17. Jahrhundert war das Haus die bevorzugte Wohnstatt von James Butler, dem „Great Duke of Ormonde“, aber die Familie Butler gab das Haus als Residenz nach James‘ Tod im Jahre 1688 auf. Es blieb aber bis Mitte des 20. Jahrhunderts in Händen der Familie. 1947 überließ sie Ormonde Castle den staatlichen Behörden, die die historischen Strukturen restaurieren ließen.
Das Herrenhaus wurde durch den Einbau von gekuppelten Fenstern in die Frontfassade beider Stockwerke und von Erkern in die Vorhalle in der Mitte dieser Fassade verbessert. Die Galerie im ersten Obergeschoss hat zwei behauene Kaminsimse und eine Decke und einen Fries in elisabethanischem Stuck.
Die U-Form des Herrenhauses schließt einen kleinen Hof ein, der an die Nordseite der Einfriedung der alten Burg anschließt. Das Herrenhaus hat zwei Vollgeschosse und ein Dachgeschoss mit Giebeln.
Der größte Erfolg der Restaurierung war die Galerie im Obergeschoss, dessen Decke größtenteils eingestürzt war. Dieser Raum, in dem einst Bildwirkereien hingen, hat einen großartigen offenen Kamin aus Kalkstein, der die Jahreszahl 1565 trägt, und ein Stuckrelief von Elisabeth I., flankiert von Allegorien von Gleichheit und Gerechtigkeit. Man sagt, dass sie ihrem Vetter versprochen hätte, einmal zu Besuch zu kommen.